# Министерство внутренних дел Ганы
Министерство внутренних дел Ганы уполномочено обеспечивать внутреннюю безопасность, а также поддержание законности и правопорядка в стране. Успехи, достигнутые в социально-экономической сфере страны и реализации планов Правительства и программ в рамках роста и стратегии сокращения бедности (GPRS), а также различные Специальные инициативы Президента в значительной степени достигнуты, потому что страна живет в относительно спокойной и безопасной обстановке
Министерство возглавляет министр внутренних дел, который назначается президентом Ганы и утверждается парламентом Ганы после проверки процесса.

## Цели Министерства
В целях обеспечения надлежащего функционирования министерства, его функции разделены на семь основных целей. Они направлены на достижение общей цели министерств с целью сохранения внутреннего мира:
1. Обеспечить надлежащую охрану жизни и имущества.
2. Обеспечить эффективное и действенное предупреждение преступлений и обнаружения.
3. Предотвращение стихийных бедствий, управление и социальная мобилизация.
4. Регулирование и контроль въезда, пребывания и выезда граждан всех стран.
5. Разработка высокоэффективного и гуманного содержания под стражей в исправительных системах.
6. Улучшение институционального потенциала.
7. Улучшение системы государственных отношений.

## Связанные агентства
- Совет по делам беженцев
- Полицейская служба Ганы
- Национальная организация ликвидации последствий стихийных бедствий
- Иммиграционная служба Ганы
- Совет по контролю за наркотиками
- Национальная противопожарная служба Ганы
- Служба тюрем Ганы